# Locomotiva 4-2-4

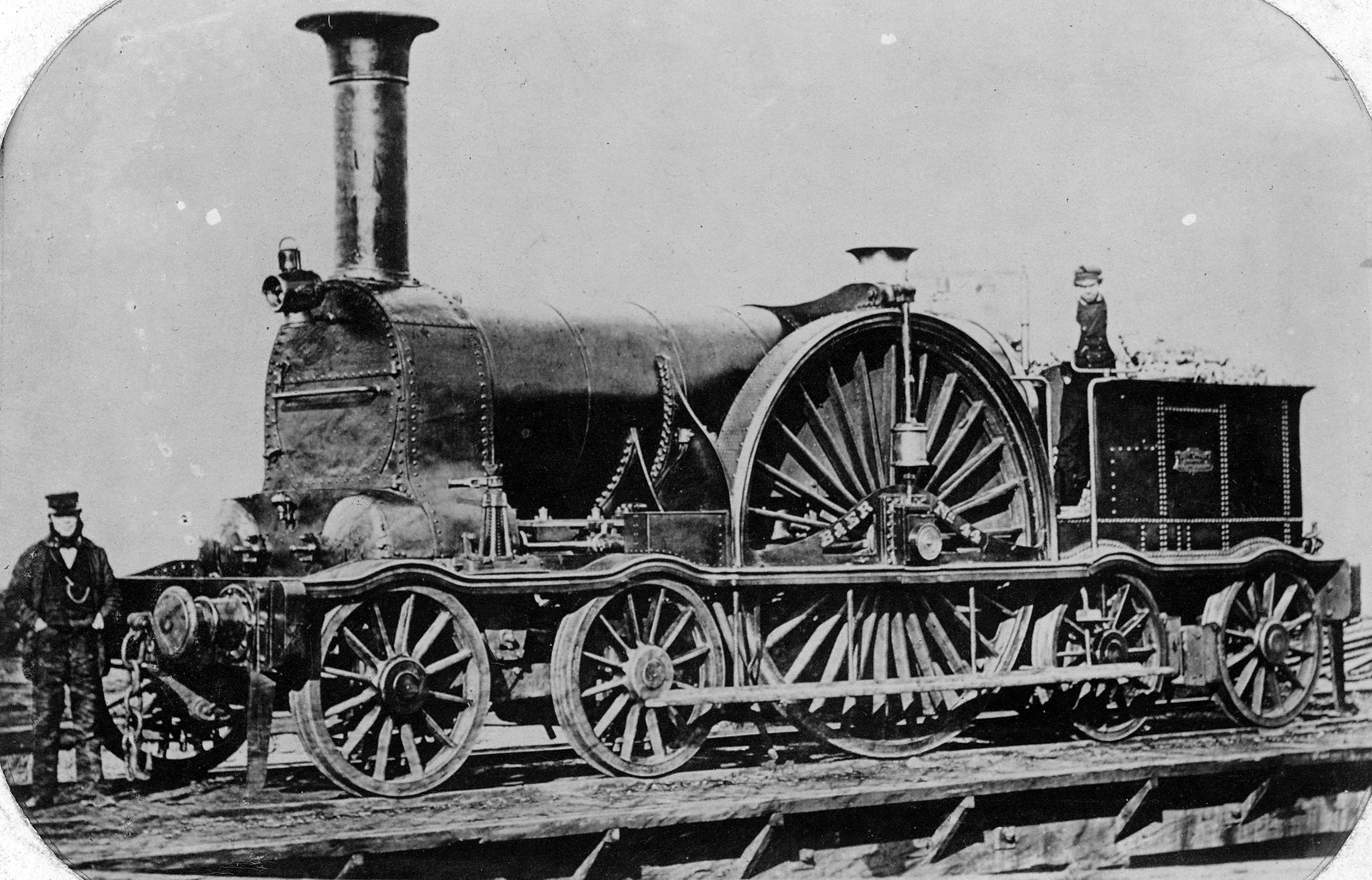
B&ER 9ft 4-2-4T Locomotiva Bristol & Exeter 4-2-4T, com esta configuração de rodeiros.

Um arranjo 4-2-4 na Classificação Whyte para locomotivas a vapor é da seguinte maneira configurada: são quatro rodeiros lideres seguido por dois rodeiros motrizes e quatro rodeiros destracionados.
Outras equivalências da classificação são:
Classificação UIC: 2A2 (também conhecida na Classificação Alemã e na Classificação Italiana)

Classificação Francesa: 212

Classificação Turca: 15

Classificação Suíça: 1/5